# Mino (geslacht)
Mino is een geslacht van zangvogels uit de familie  spreeuwen (Sturnidae).

## Soorten
Het geslacht kent de volgende soorten:
- Mino anais  –  Goudborstmaina
- Mino dumontii  –  Papoeamaina
- Mino kreffti  –  Bismarckmaina